# Elecciones presidenciales de Venezuela de 1850
Las elecciones presidenciales de Venezuela de 1850 fueron unas elecciones indirectas realizadas entre agosto y octubre de 1850 donde José Gregorio Monagas es electo presidente de república para el período 1851-1855 gracias a la influencia de José Tadeo Monagas.

## Candidatos
No hubo candidatos conservadores o paecistas. El principal candidato era el hermano del presidente José Tadeo Monagas, José Gregorio Monagas, el vicepresidente Antonio Leocadio Guzmán era el segundo favorito, el Partido Liberal sufrió una división debido a que se esperaba que el presidente apoyara a Guzmán y no a su hermano, mientras los seguidores de Monagas venían a las otras candidaturas como un acto de deslealtad.
Otros candidatos fueron Tomás José Sanabria y Meleán quién contaba con el apoyo del presidente, sin embargo muere el 30 de mayo de 1850, el abogado Estanislao Rendón, el antimilitarista José Ángel Ruiz apoyado por Blas Bruzual, los militares Justo Briceño Otálora, Santiago Mariño, Joaquín Herrera y José Cornelio Muñoz quien muere antes de las elecciones.

## Elecciones
En octubre se celebraron las elecciones, los resultado electorales fueron 203 votos para José Gregorio Monagas, 64 votos para Antonio Leocadio Guzmán, 30 votos para Estanislao Rendón, 20 votos para José Ángel Ruiz, 2 votos para Fermín Toro y un voto para José María Vargas y Andrés Narvarte respectivamente. Estos 3 últimos eran miembros del Partido Conservador pero fueron votados por miembros del Partido Liberal, a fin dar una apariencia democrática a unos comicios donde los conservadores no participaron.
Como José Gregorio Monagas no había alcanzado los dos tercios del total de los votos emitidos, se realiza una segunda ronda de votación el 20 de enero de 1851, entre José Gregorio Monagas, Antonio Leocadio Guzmán y Estanislao Rendón. El presidente José Tadeo Monagas, valiéndose de los recursos económicos y del poderío militar del Estado, presionó a favor de su hermano, quien fue elegido presidente.
|  | 81.25 % |

|  | 10 % |

|  | 8.75 % |

José Gregorio Monagas tomó posesión el 5 de febrero de 1851.